# Laccophilus pellucidus
Laccophilus pellucidus är en skalbaggsart som beskrevs av Sharp 1882. Laccophilus pellucidus ingår i släktet Laccophilus och familjen dykare. Inga underarter finns listade i Catalogue of Life.